# 鮑勃·達達埃
鮑勃·博芬·達達埃爵士 GCL GCMG KStJ （1961年3月8日—）是現任巴布亞新畿內亞總督，即巴布亞新畿內亞君主在該國的代表。他於2023年連任，成為第一位連任此職位的人士。
擔任總督前，他曾任卡布武姆縣國會議員，並於2004-2007年兼任副議長、2007-2011年兼任國防部長。